# Zenarchopterus philippinus
Zenarchopterus philippinus är en fiskart som först beskrevs av Peters, 1868.  Zenarchopterus philippinus ingår i släktet Zenarchopterus och familjen Hemiramphidae. Inga underarter finns listade i Catalogue of Life.